# Rönö
Rönö est un quartier de Kuopio en Finlande.

## Description
Le quartier de Rönö est un archipel du lac Kallavesi, il se compose des îles Rönö, Honkasaari, Lehtosaari, Varvisaari et Tiilissaari ainsi que quelques îles plus petites.
L'île Rönö est reliée par des ponts à Varvisaari et Väinölänniemi.
Le quartier, qui compte près de 500 habitants en 2019, est voisin du quartier Väinölänniemi à proximité du centre-ville de Kuopio.
À l'exception de l'ile Rönö, le quartier fait partie du parc national de la ville de Kuopio (fi), créé en décembre 2017.

## Lieux et monuments

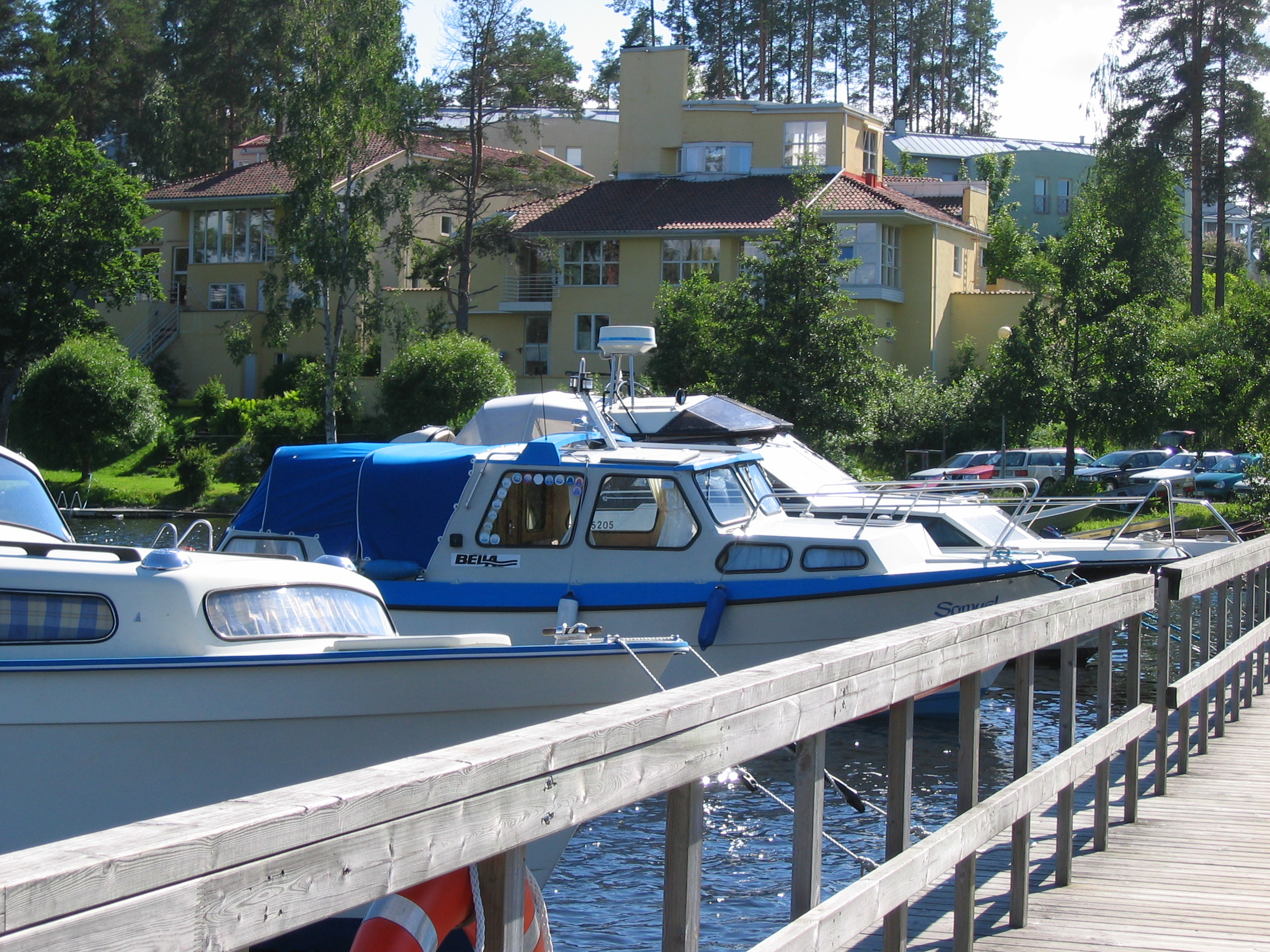